# Lindenberg (Ahrensfelde)
Lindenberg ist ein Ortsteil der Gemeinde Ahrensfelde im Landkreis Barnim in Brandenburg. Er ging aus dem mittelalterlichen Dorf gleichen Namens hervor.

## Geografie
Die nordöstlich von Berlin liegende Ortschaft besteht neben dem namensgebenden Dorf Lindenberg aus den Gemeindeteilen Neu-Lindenberg und der Siedlung Klarahöh. Bis zum 26. Oktober 2003 war Lindenberg eine eigenständige Gemeinde im Amt Ahrensfelde/Blumberg.
Das eigentliche Dorf Lindenberg ist ein Angerdorf.
Wichtige Gewässer sind der Fließgraben Laake, ein rechter Zufluss der Panke, und der Rohrpfuhl südlich der Kirche im Dorfkern.

## Geschichte
Die erste urkundliche Erwähnung von Lindenberg erfolgte 1327. Die Dorfkirche in ihrer ursprünglichen Form als Feldsteinkirche wurde nach aufgefundenen Dokumenten bereits 1270 fertiggestellt. Im Jahr 1450 wurde Lindenberg vom Jungfrauenkloster zu Zehdenick aufgekauft. Es umfasste zu dieser Zeit 84 mittelalterliche Hufen. Davon besaß die Pfarrei 4 Hufen, die Kirche belegte eine Fläche von einer Hufe, und die übrigen 79 Hufe waren verpachtet.
Um 1550 war Lindenberg im Besitz des Spandauer Klosters. 1590 kommt es zum sog. „Lindenberger Hammelstreit“ zwischen den Lindenberger Bauern und den Grundherren von Röbel. Die Röbels behaupteten vom Markgrafen die Schäfergerechtigkeit auf der Gemeindeweide erhalten zu haben, konnten diese jedoch nicht mit Urkunden nachweisen. Die Bauern machten hingegen von ihrem Viehpfandrecht Gebrauch und behielten jedes Mal Hammel vom Röbelschen Vieh ein. Der langjährige Prozess wurde erst im 17. Jahrhundert zugunsten der Lindenberger entschieden.
Im Jahr 1652 lebten 13 Bauern und 6 Kossäten im Dorf. 1697 wurde auf Befehl des Markgrafen die erste Windmühle errichtet, zuvor mussten die Bauern ihr Korn in abgelegenen landesherrlichen Mühlen mahlen lassen. 1722 hatte Lindenberg an Handwerkern eine Wohnschmiede, einen Garnweber und zwei Schneider. 1740 gehörte das Dorf zum Amt Biesenthal.
1801 wurden nur geringfügig mehr Bewohner als 150 Jahre zuvor gezählt: 19 Bauern, 8 Kossäten und 12 Familien, insgesamt 258 Personen. Das Dorf Lindenberg gehörte 1830 zum Landkreis Niederbarnim. Ein 1848 durch Brandstiftung entstandener Großbrand zerstörte viele der einfachen Siedlungshäuser.
Zu Beginn des 20. Jahrhunderts (1908) erhielt Lindenberg ein eigenes Elektrizitätswerk, das 1938 jedoch stillgelegt wurde. 1912 gründeten die Siedler die Freiwillige Feuerwehr.
1927 entstand die Siedlung Neu-Lindenberg, 1931 folgte die Anlage der Siedlung Klarahöh. Der Name wurde von dem früheren Gutshaus übernommen. Die erste angelegte Straße in der Siedlung erhielt die Bezeichnung Eckeltallee nach dem damaligen Besitzer. Später wurde die Straße zu Ehren des Reichskanzlers Gustav Stresemann in Stresemannstraße und in der DDR zu Ehren Ernst Thälmanns in Thälmannstraße umbenannt. Das älteste Haus der Siedlung soll das unter der Hausnummer 8 sein.

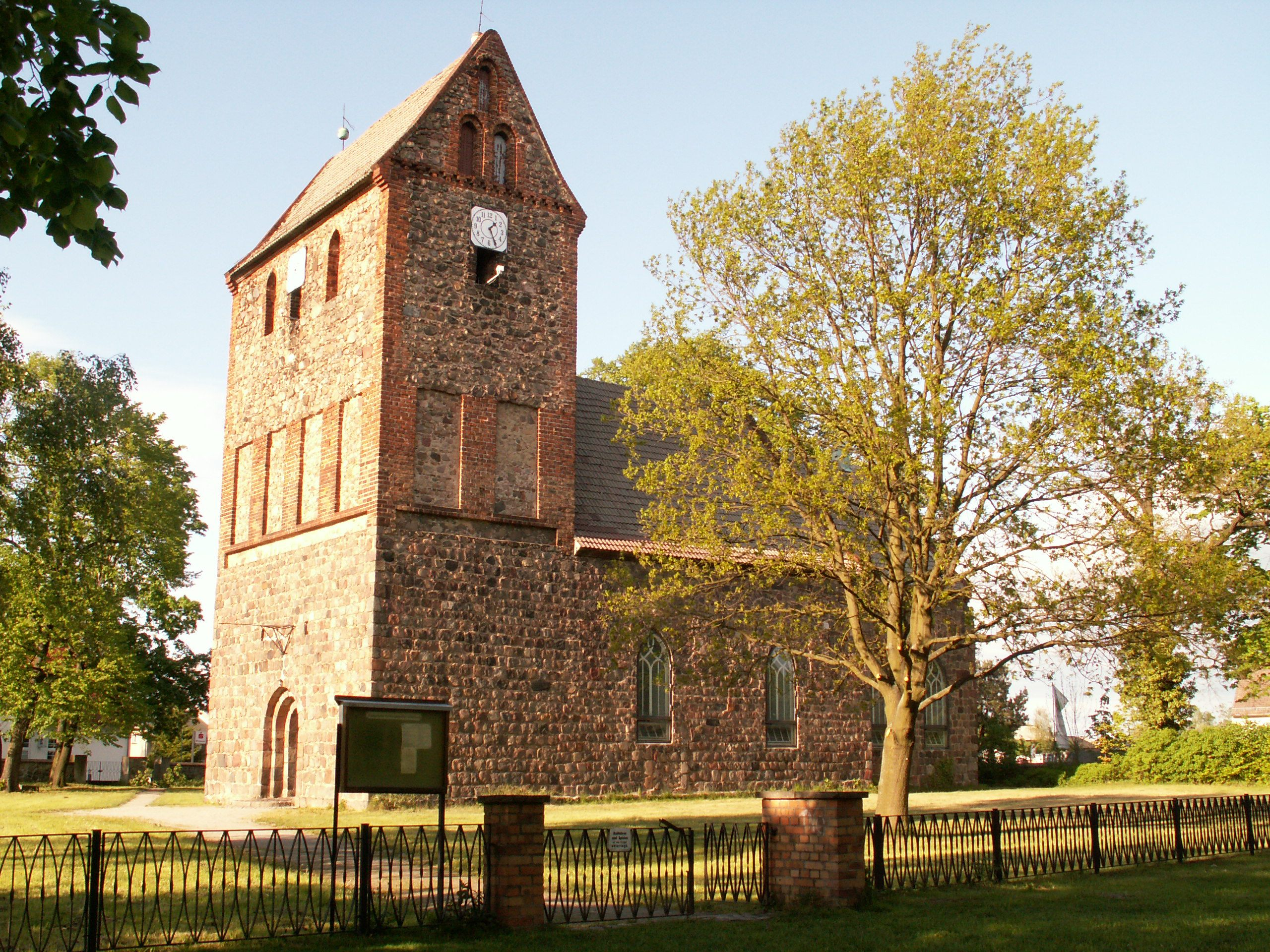
Dorfkirche Lindenberg im Dorfkern

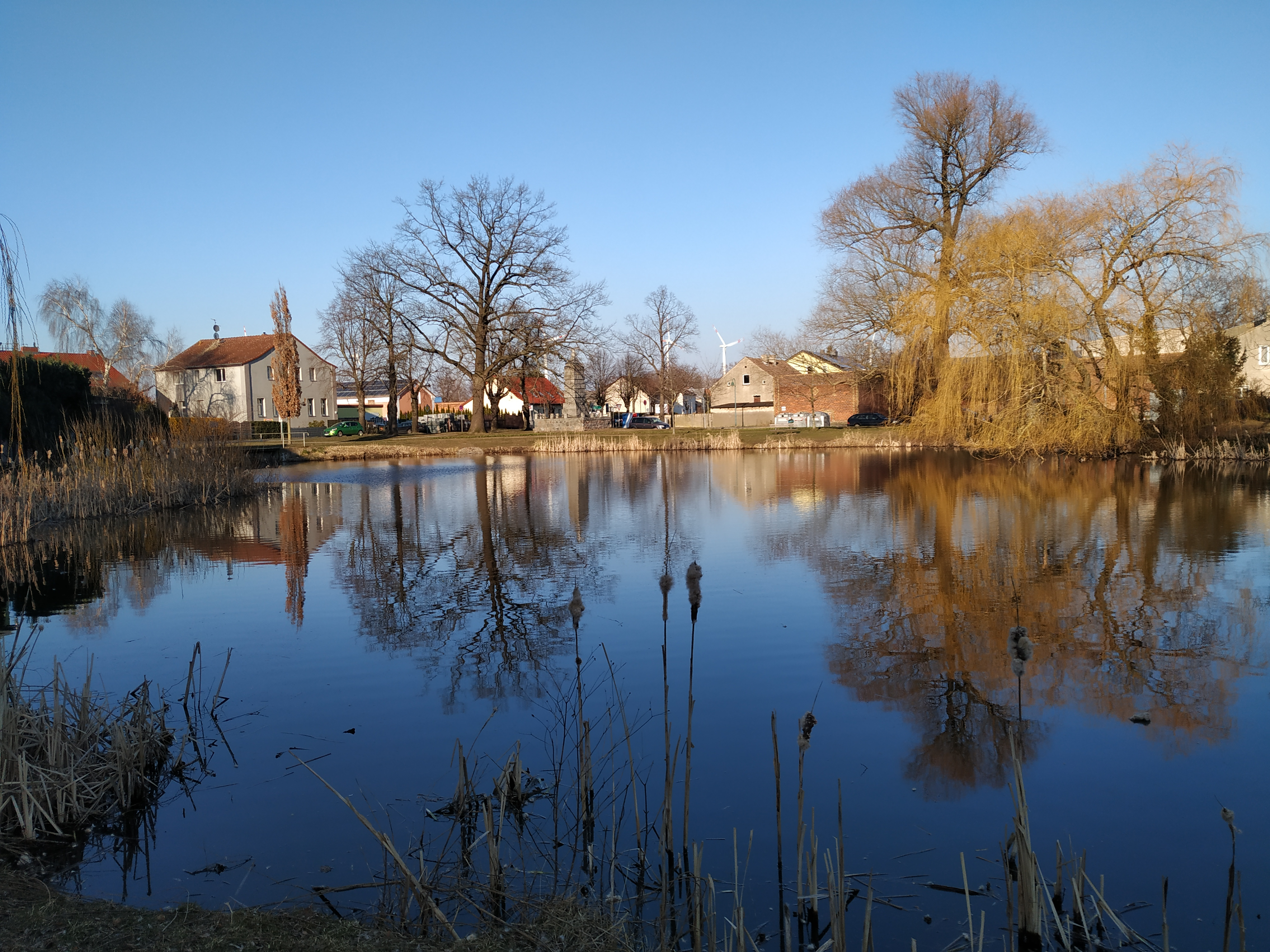
Dorfteich

Im  Zweiten Weltkrieg, im Januar 1944 zerstörten abgeworfene Bomben ein Wohnhaus, sechs Ställe und acht Scheunen. Die entstandenen Brände und einsturzgefährdete Bauwerke konnte die Feuerwehr erst nach achttägigem Einsatz unter Kontrolle bekommen.
Nach dem Krieg wurden die großen Landwirtschaftsflächen durch die Bodenreform aufgeteilt und an 52 Neubauernfamilien vergeben. Mit der Kollektivierung der Landwirtschaft entstanden 1954 die LPGn Frieden und Freundschaft. 1960 schlossen sich beide zur LPG Einheit zusammen. 
Mit dem zunehmenden Verkehr auf der damaligen Fernverkehrsstraße 2 ließ die DDR eine Ortsumfahrung bauen. Nur eine Zubringerstraße zu den Ostberliner Neubaugebieten Neu-Hohenschönhausen und Marzahn verläuft noch direkt durch das Ortszentrum.

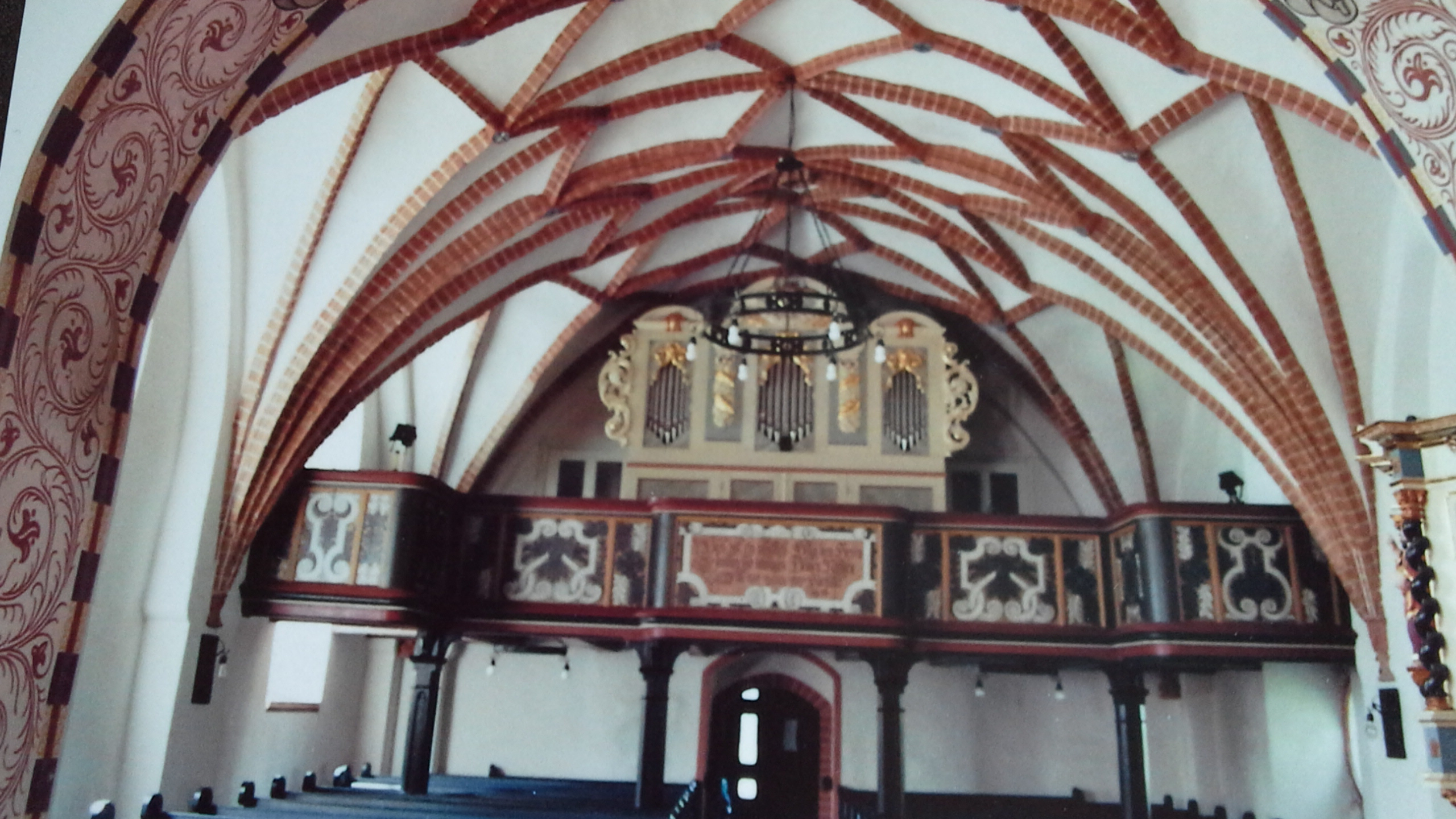
Evangelische Dorfkirche Lindenberg. Blick zur Orgelempore.

Seit der deutschen Wiedervereinigung sind alle Gemeindeteile durch Nachverdichtung und die Ausweisung neuer Baugebiete stark gewachsen.
Am 26. Oktober 2003 wurde Lindenberg in die neue Gemeinde Ahrensfelde-Blumberg eingegliedert, die am 1. Oktober 2004 in Ahrensfelde umbenannt wurde. Die Postleitzahl 16356 von Ahrensfelde gilt nun im gesamten Gemeindegebiet.

### Einwohnerzahlen

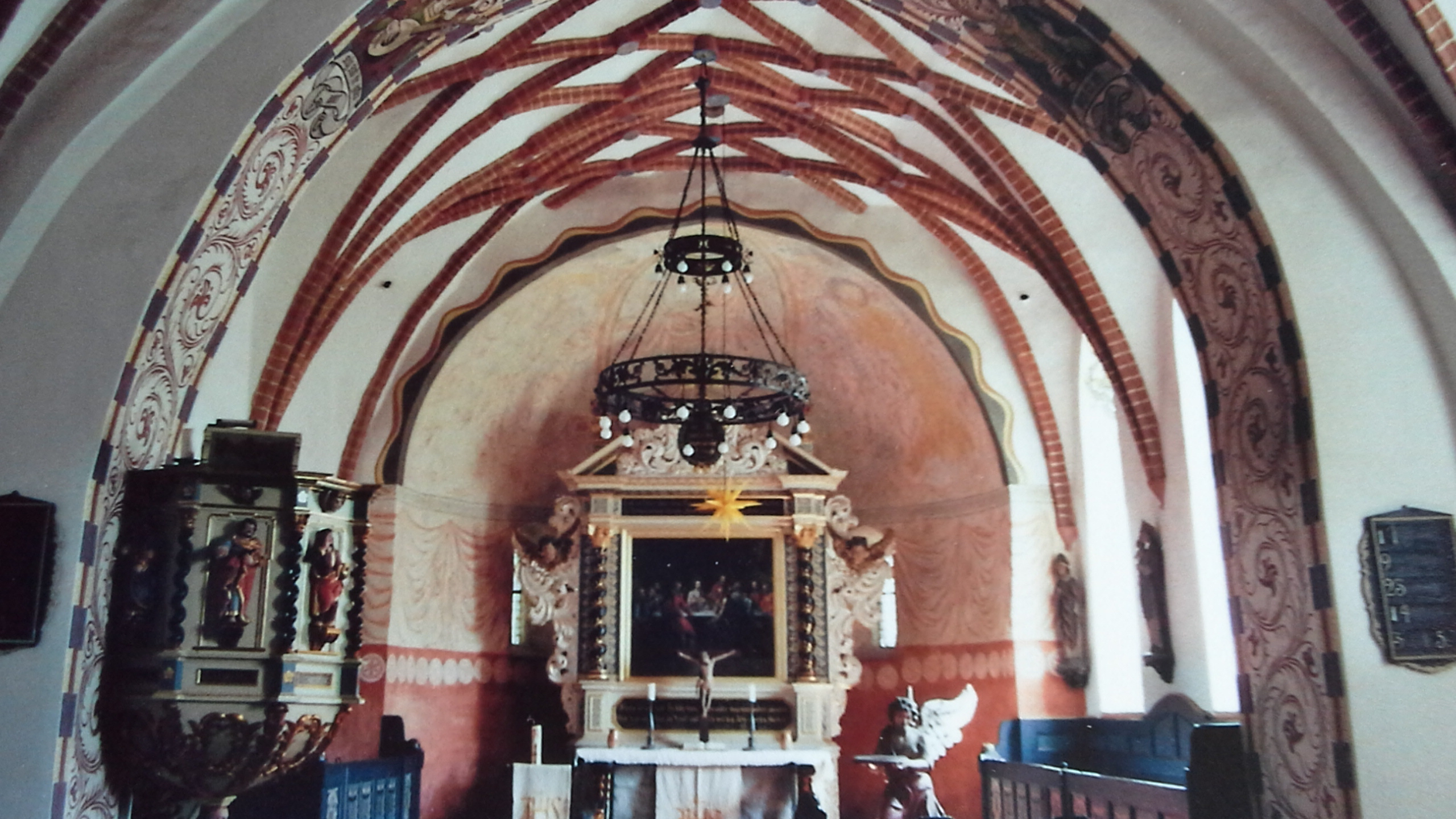
Evangelische Dorfkirche Lindenberg. Blick zum Altar und zur Kanzel.

| Jahr | Einwohner |
| ---- | --------- |
| 1624 | 211       |
| 1801 | 258       |
| 1856 | 517       |
| 1867 | 640       |
| 1871 | 701       |
| 1925 | 856       |
| 1933 | 1462      |
| 1939 | 1881      |

## Wirtschaft

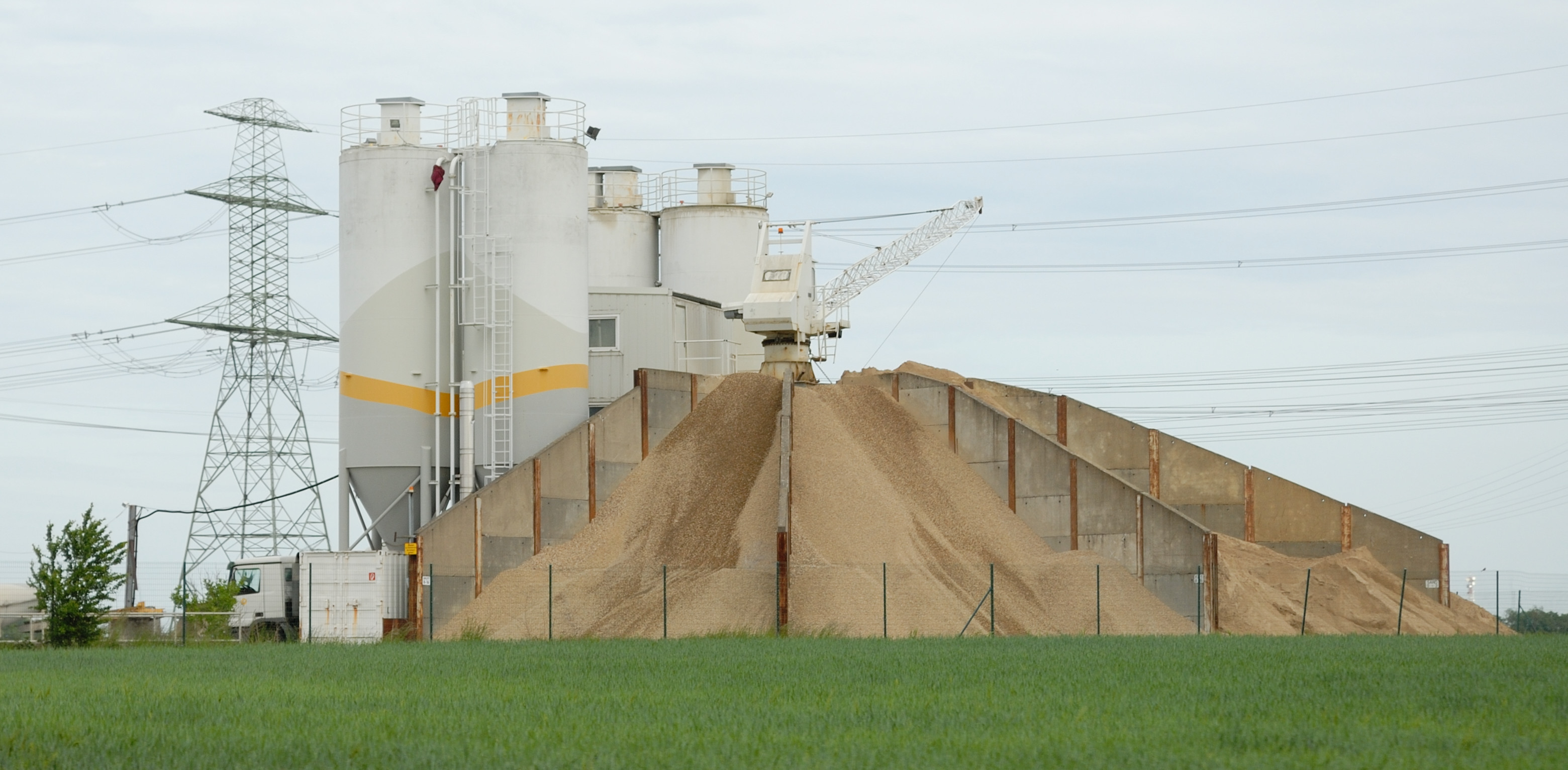
Beton-Werk der HeidelbergCement AG

Die Wirtschaft Lindenbergs wird zum Teil durch die Lage des Dorfes im Speckgürtel Berlins bestimmt. Von der dominierenden Landwirtschaft und dem vorhandenen Handwerk ging die Entwicklung nach der Wende hin zum Autohandel, Tankstellengewerbe, Ansiedlung diverser Transport- und Handelsunternehmen in einem eigens neu angelegten Gewerbegebiet.
Eine wohl in vergangenen Jahrhunderten vorhandene Windmühle nördlich des Dorfkerns erhielt sich in dem Namen der später dort errichteten Gebäude: Lindenberger Mühle. Die DDR hatte hier ein Kieswerk betrieben, das nach 1990 von der Firma Heidelberg Cement übernommen wurde. Die Großsilos und die Verwaltungsgebäude wurden saniert und sind weiterhin in Benutzung.
In den 2010er Jahren wurden mehrere Windräder auf dem Gebiet von Lindenberg errichtet.
Daneben gibt es viele Firmen, die sich in Lindenberg niedergelassen haben. Im Gewerbepark Lindenberg befindet sich einmal eine große Zustellbasis von DHL, sowie ein großer Standort des Selbstbedienungs-Großhandelsunternehmens SELGROS, und ein Standort der Baumarktkette Globus.

## Verkehr

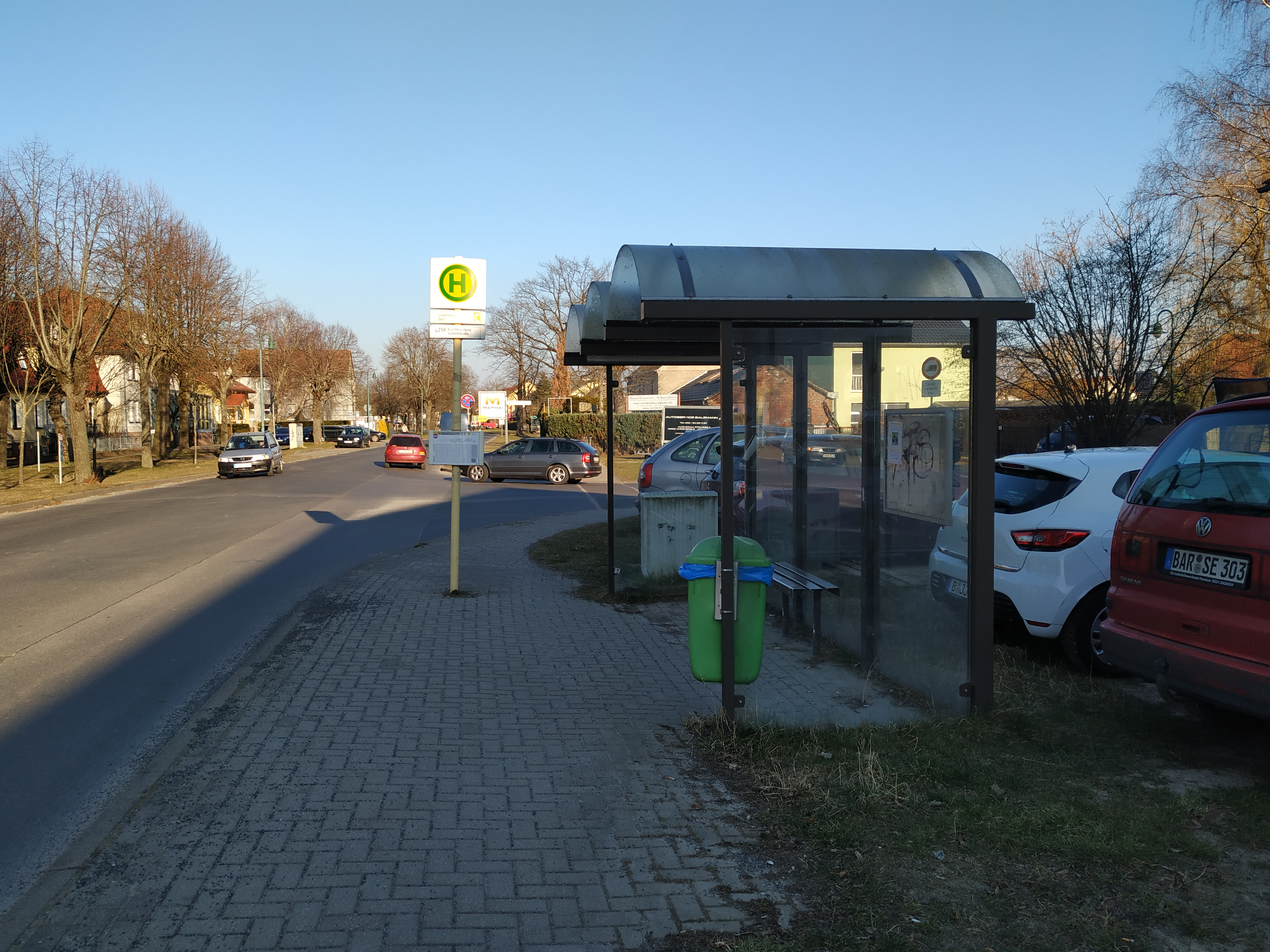
Bushaltestelle im alten Dorfkern

Das Dorf Lindenberg liegt an der Bundesstraße 2 zwischen Berlin-Stadtrandsiedlung Malchow und dem Autobahndreieck Barnim, wo sich eine Anschlussstelle der A10, wie auch der A11 befindet. Die Siedlungen Klarahöh und Neu-Lindenberg liegen abseits der großen Bundesstraße und sind nur über Landstraßen erreichbar.
Der Omnibusverkehr ist mittelmäßig ausgebaut. Zu den meisten Nachbarorten existieren Verbindungen, so auch nach Berlin-Stadtrandsiedlung Malchow, Berlin-Buch, Schwanebeck, Ahrensfelde, Berlin-Marzahn und Berlin-Wartenberg. Auch die beiden Siedlungen Klarahöh und Neu-Lindenberg sind an das Busnetz angeschlossen. Es existieren drei Buslinien, darunter auch die Berliner Buslinie 259 der BVG. Über die Linie 893 der Barnimer Busgesellschaft ist der Berliner Bahnhof Hohenschönhausen mit Übergang zur S-Bahn, wie auch dem Regionalverkehr erreichbar.
Das Dorf verfügt über einen Radweg entlang der Hauptstraße.